# Aderus atomarioides
Aderus atomarioides é uma espécie de insecto Besouro da família Aderidae. Foi descrito cientificamente por George Charles Champion em 1916.

## Distribuição geográfica
Habita na Ilha de São Vicente nas Antillas.